# Жылгелдиев, Сагат Ермагамбетович
Сагат Ермагамбетович Жылгелдиев (каз. Сағат Ермағамбетұлы Жылгелдиев; 12 декабря 1954, село Аккыр, Джалагашский район, Кзыл-Ординская область, Казахская ССР — 15 мая 2022, Алма-Ата) — казахский актёр кино и театра, заслуженный артист Казахстана (1995). Награждён орденом «Курмет» (2021) и медалью «Ерен Еңбегі үшін» (2007). 

## Биография
В 1972 году окончил театральную студию при Казахском драматическом театре им. М. О. Ауэзова, в 1977 году — актёрское отделение Алма-Атинской государственной консерватории (ныне Казахская национальная консерватория им. Курмангазы).
С 1977 года — актёр Казахского театра для детей и юношества (ныне Казахский государственный академический театр для детей и юношества имени Г. Мусрепова). С 1977 по 1997 годы также играл в Талды-Курганском драматическом театре.
Наиболее известные актёрские работы — Шеге, Байдалы би и Сердали в спектаклях Габита Мусрепова «Кыз Жибек», «Улпан» и «Ахан-Сере и Актокты» соответственно. Другие известные роли — Акын («Ауылдан келген ару» И. Сапарбаева), Байжан («Алтын ажал» И. Гайыпова), Абдолла («Ен адеми келиншек» С. Балгабаева), Ходжа Ахмет Ясави («Хазрет-Султан» О. Дастанова).

## Награды
- 1995 — Указом Президента РК присвоено почётное звание «Қазақстанның еңбек сіңірген артисі» (Заслуженный артист Казахстана) — за заслуги в казахском театральном искусстве и актрское мастерство.;
- 2007 (6 декабря) — Указом Президента РК награждён медалью «Ерен Еңбегі үшін» (За трудовое отличие);
- 2011 — Медаль «20 лет независимости Республики Казахстан»;
- 2016 — Медаль «25 лет независимости Республики Казахстан»;
- 2021 (2 декабря) — Указом Президента РК награждён орденом «Курмет» — за большой вклад в развитие отечественного театрального и киноискусства и общественную активность.;

## Личная жизнь
- Жена — Жибек Рахимбердиевна Лебаева (род. 1953), театральная актриса, заслуженный артист Казахстана.
- Дети — Канат (род. 1975), Молдир (род. 1979), Марал (род. 1989).